# Louis-Jules-François-Joseph d'Andigné de Mayneuf
Pour les autres membres de la famille, voir Famille d'Andigné.
Louis-Jules-François-Joseph d'Andigné de Mayneuf, né le 4 mai 1756 au Lion d'Angers et mort le 2 février 1822 à Nantes, est un prélat catholique français, évêque du diocèse de Nantes de 1817 jusqu'à son décès.

## Biographie
Louis-Jules-François-Joseph d'Andigné de Mayneuf est le fils de Charles-Gabriel-Auguste d'Andigné de Mayneuf, seigneur de l'Isle Briant, et d'Élisabeth-Jeanne Poulain de Bouju. Il est le frère de Louis-Gabriel-Auguste d'Andigné de Mayneuf.
Il étudie la théologie au séminaire d'Angers et est ordonné prêtre en 1780. Il devient abbé de Noyers, dans le diocèse de Tours, et vicaire général du diocèse de Châlons-sur-Marne.
Pendant la Révolution, il refuse le serment la constitution civile du clergé, se cache et participe aux guerres de Vendée. Il se réfugie à Liège en 1793. Radié de la liste des émigrés en 1800, il devient vicaire général du diocèse de Troyes en 1809. Disgrâcié en 1811, il vit à Paris. 
Le 8 août 1817, il est nommé évêque de Nantes, où il succède à Jean-Baptiste Duvoisin décédé en 1813. Il fait partie de cette vaste promotion de 1817, qui concerne une cinquantaine d'individus, par laquelle Louis XVIII cherche à faire revivre l'ancienne Église de France en promouvant des royalistes. Les promus, à l'exemple d'Andigné de Mayneuf, sont plutôt âgés. 
Il ne prend possession de son diocèse qu'en octobre 1819 et meurt en charge en 1822. Il est inhumé dans la cathédrale de Nantes.